# Csapod
Cspod è un comune di 567 abitanti situato nella contea di Győr-Moson-Sopron, nell'Ungheria nordoccidentale.